# Pterotrachea keraudrenii
Pterotrachea keraudrenii är en snäckart som beskrevs av John Edward Gray 1850. Pterotrachea keraudrenii ingår i släktet Pterotrachea och familjen Pterotracheidae. Inga underarter finns listade i Catalogue of Life.